# Мамочка (фільм, 2014)
«Мамочка» (англ. Mommy) — канадський фільм, 2014 року поставлений режисером Ксав'є Доланом за власним сценарієм. Світова прем'єра стрічки відбулася 22 травня 2014 на 67-го Каннському кінофестивалі в рамках основної конкурсної програми, де вона отримала Приз журі. Фільм також був нагороджений премією «Сезар» за найкращий фільм іноземною мовою .
Українською фільм був озвучений кінокомпанією «Артхаус Трафік».

## Сюжет
Мати-одиначка Діана забирає сина Стіва з інтернату. Вона сподівається знайти роботу і мріє про краще майбутнє для нього. Стів — важкий підліток з жорстокими спалахами гніву і схильністю до насильства. Коли мати намагається дізнатися у Стіва звідки він узяв гроші на подарунок, він на неї нападає і їй доводиться ховатися в коморі. На допомогу приходить загадкова сусідка Кайла, що має проблеми з вимовою. Вони починають спілкуватися і на деякий час їх життя налагоджується.

## В ролях
| Актор               | Роль   |
| ------------------- | ------ |
| Енн Дорваль         | Діана  |
| Антуан-Олів'є Пілон | Стів   |
| Сюзанн Клєман       | Кайла  |
| Патрік Уард         | Пол    |
| Александр Гоєтт     | Патрік |

## Визнання
| Нагороди та номінації фільму «Мамочка» | Нагороди та номінації фільму «Мамочка»                      | Нагороди та номінації фільму «Мамочка»               | Нагороди та номінації фільму «Мамочка»                     | Нагороди та номінації фільму «Мамочка» | Нагороди та номінації фільму «Мамочка» |
| Рік                                    | Нагорода                                                    | Категорія                                            | Номінант                                                   | Результат                              |                                        |
| -------------------------------------- | ----------------------------------------------------------- | ---------------------------------------------------- | ---------------------------------------------------------- | -------------------------------------- | -------------------------------------- |
| 2014                                   | Каннський кінофестиваль                                     | Золота пальмова гілка                                | Мамочка                                                    | Номінація                              |                                        |
| 2014                                   | Каннський кінофестиваль                                     | Приз журі                                            | Мамочка                                                    | Перемога                               |                                        |
| 2014                                   | Каннський кінофестиваль                                     | Queer Palm                                           | Мамочка                                                    | Номінація                              |                                        |
| 2014                                   | Міжнародний кінофестиваль у Чикаго                          | Приз за Найкращий іноземний фільм                    | Мамочка                                                    | Номінація                              |                                        |
| 2014                                   | Camerimage                                                  | Приз «Золота жаба»                                   | Андре Тюрпен (оператор)                                    | Номінація                              |                                        |
| 2014                                   | Camerimage                                                  | Приз «Бронзова жаба»                                 | Андре Тюрпен (оператор)                                    | Перемога                               |                                        |
| 2014                                   | Премія «Супутник»                                           | Найкращий міжнародний ігровий фільм                  | Мамочка                                                    | Номінація                              |                                        |
| 2014                                   | Премія «Супутник»                                           | Найкраща акторка                                     | Енні Дорваль                                               | Номінація                              |                                        |
| 2014                                   | Премія «Супутник»                                           | Акторський прорив                                    | Антуан-Олів'є Пілон                                        | Номінація                              |                                        |
| 2014                                   | Міжнародний кінофестиваль у Стокгольмі                      | Приз глядацьких симпатій                             | Ксав'є Долан                                               | Перемога                               |                                        |
| 2014                                   | Талліннський кінофестиваль «Темні ночі»                     | Найкращий молодіжний фільм                           | Мамочка                                                    | Номінація                              |                                        |
| 2014                                   | Талліннський кінофестиваль «Темні ночі»                     | Найкращий північноамериканський незалежний фільм     | Мамочка                                                    | Перемога                               |                                        |
| 2015                                   | Премія «Люм'єр»                                             | Найкращий франкомовний фільм                         | Мамочка                                                    | Номінація                              |                                        |
| 2015                                   | Премія «Сезар» (40-а церемонія)                             | Найкращий фільм іноземною мовою                      | Мамочка                                                    | Перемога                               |                                        |
| 2015                                   | Премія «Канадський Екран»                                   | Найкращий ігровий фільм                              | Ксав'є Долан (режисер та продюсер), Ненсі Грант (продюсер) | Номінація                              |                                        |
| 2015                                   | Премія «Канадський Екран»                                   | Досягнення в режисурі                                | Ксав'є Долан                                               | Перемога                               |                                        |
| 2015                                   | Премія «Канадський Екран»                                   | Найкращий оригінальний сценарій                      | Ксав'є Долан                                               | Перемога                               |                                        |
| 2015                                   | Премія «Канадський Екран»                                   | Операторське досягнення                              | Андре Тюрпен                                               | Номінація                              |                                        |
| 2015                                   | Премія «Канадський Екран»                                   | Найкраща гра актора у головній ролі                  | Антуан-Олів'є Пілон                                        | Перемога                               |                                        |
| 2015                                   | Премія «Канадський Екран»                                   | Найкраща гра акторки у головній ролі                 | Енні Дорваль                                               | Перемога                               |                                        |
| 2015                                   | Премія «Канадський Екран»                                   | Найкраща гра акторки у ролі другого плану            | Сюзанна Клеман                                             | Перемога                               |                                        |
| 2015                                   | Премія «Канадський Екран»                                   | Досягнення артдиректора/художника-постановника       | Коломба Рабі                                               | Номінація                              |                                        |
| 2015                                   | Премія «Канадський Екран»                                   | Досягнення в роботі візажиста                        | Маїна Міліца, Мішель Коте, Колетт Мартель                  | Перемога                               |                                        |
| 2015                                   | Премія «Канадський Екран»                                   | Найкращий монтаж                                     | Ксав'є Долан                                               | Перемога                               |                                        |
| 2015                                   | Премія «Канадський Екран»                                   | Досягнення в дизайні костюмів                        | Ксав'є Долан                                               | Номінація                              |                                        |
| 2015                                   | Премія «Канадський Екран»                                   | Найкращий звукове оформлення в цілому                | Сільван Брассар, Жо Карон, Франсуа Кренон, Люк Ландрі      | Номінація                              |                                        |
| 2015                                   | Премія «Канадський Екран»                                   | Найкращий монтаж звуку                               | Сільван Брассар, Бенуа Дам, Ізабель Фавро, Ґі Франкер      | Номінація                              |                                        |
| 2015                                   | Премія Chlotrudis                                           | Найкращий фільм                                      | Мамочка                                                    | Номінація                              |                                        |
| 2015                                   | Премія Chlotrudis                                           | Найкраща акторка                                     | Енні Дорваль                                               | Перемога                               |                                        |
| 2015                                   | Премія Chlotrudis                                           | Найкраща акторка другого плану                       | Сюзанна Клеман                                             | Номінація                              |                                        |
| 2015                                   | Премія CinEuphoria                                          | Найкращий режисер                                    | Ксав'є Долан                                               | Перемога                               |                                        |
| 2015                                   | Премія CinEuphoria                                          | Найкраща акторка другого плану                       | Сюзанна Клеман                                             | Номінація                              |                                        |
| 2015                                   | Давид ді Донателло                                          | Найкращий іноземний фільм                            | Мамочка                                                    | Номінація                              |                                        |
| 2015                                   | Гей-лесбійська Асоціація критиків індустрії розваг (GALECA) | Найкращий іноземний фільм року                       | Мамочка                                                    | Перемога                               |                                        |
| 2015                                   | Гей-лесбійська Асоціація критиків індустрії розваг (GALECA) | Найкраща гра року — Акторка                          | Енні Дорваль                                               | Номінація                              |                                        |
| 2015                                   | Міжнародне товариство кіноманів                             | Найкращий фільм                                      | Мамочка                                                    | Перемога                               |                                        |
| 2015                                   | Міжнародне товариство кіноманів                             | Найкращий неангломовний фільм                        | Мамочка                                                    | 2-ге місце                             |                                        |
| 2015                                   | Міжнародне товариство кіноманів                             | Найкращий режисер                                    | Ксав'є Долан                                               | 2-ге місце                             |                                        |
| 2015                                   | Міжнародне товариство кіноманів                             | Найкраща акторка                                     | Енні Дорваль                                               | Номінація                              |                                        |
| 2015                                   | Міжнародне товариство кіноманів                             | Найкращий актор                                      | Антуан-Олів'є Пілон                                        | Номінація                              |                                        |
| 2015                                   | Міжнародне товариство кіноманів                             | Найкраща акторка другого плану                       | Сюзанна Клеман                                             | Перемога                               |                                        |
| 2015                                   | Міжнародне товариство кіноманів                             | Найкращий оригінальний сценарій                      | Ксав'є Долан                                               | Номінація                              |                                        |
| 2015                                   | Міжнародне товариство кіноманів                             | Найкраща знімальна група                             | Найкраща знімальна група                                   | Номінація                              |                                        |
| 2015                                   | Премія Ютра                                                 | Найкращий фільм                                      | Ксав'є Долан (продюсер), Ненсі Грант (продюсер)            | Перемога                               |                                        |
| 2015                                   | Премія Ютра                                                 | Найкраща режисура                                    | Ксав'є Долан                                               | Номінація                              |                                        |
| 2015                                   | Премія Ютра                                                 | Найкраща акторка                                     | Енні Дорваль                                               | Перемога                               |                                        |
| 2015                                   | Премія Ютра                                                 | Найкращий актор                                      | Антуан-Олів'є пілон                                        | Перемога                               |                                        |
| 2015                                   | Премія Ютра                                                 | Найкраща акторка другого плану                       | Сюзанна Клеман                                             | Перемога                               |                                        |
| 2015                                   | Премія Ютра                                                 | Найкращий сценарій                                   | Ксав'є Долан                                               | Перемога                               |                                        |
| 2015                                   | Премія Ютра                                                 | Найкращий оператор                                   | Андре Тюрпен                                               | Перемога                               |                                        |
| 2015                                   | Премія Ютра                                                 | Найкращий монтаж                                     | Ксав'є Долан                                               | Перемога                               |                                        |
| 2015                                   | Премія Ютра                                                 | Найкращий художник-постановник                       | Коломб Рабі                                                | Номінація                              |                                        |
| 2015                                   | Премія Ютра                                                 | Спеціальний приз за айкращий фільм за межами Квебеку | Ксав'є Долан (продюсер), Ненсі Грант (продюсер)            | Перемога                               |                                        |
| 2015                                   | Міжнародний кінофестиваль у Палм-Спрінгс                    | Приз ФІПРЕССІ найкращій акторці                      | Енні Дорваль                                               | Перемога                               |                                        |
| 2015                                   | Ванкуверське коло кінокритиків                              | Найкращий канадський фільм                           | Мамочка                                                    | Номінація                              |                                        |
| 2015                                   | Ванкуверське коло кінокритиків                              | Найкращий режисер канадського фільму                 | Ксав'є Долан                                               | Номінація                              |                                        |
| 2015                                   | Ванкуверське коло кінокритиків                              | Найкращий актор у канадському фільмі                 | Антуан-Олів'є Пілон                                        | Перемога                               |                                        |
| 2015                                   | Ванкуверське коло кінокритиків                              | Найкраща акторка у канадському фільмі                | Енні Дорваль                                               | Номінація                              |                                        |
| 2015                                   | Ванкуверське коло кінокритиків                              | Найкраща акторка другого плану у канадському фільмі  | Сюзанна Клеман                                             | Перемога                               |                                        |
| 2015                                   | Ванкуверське коло кінокритиків                              | Найкращий сценарій канадського фільму                | Ксав'є Долан                                               | Перемога                               |                                        |

## Сприйняття
Фільм отримав позитивні відгуки кінокритиків. На сайті Rotten Tomatoes фільм має рейтинг 90% на основі 110 рецензій з середнім балом 8 з 10.

## Музика
- «Colorblind» — Counting Crows
- «On ne change pas»  — Селін Діон
- «Childhood» — Craig Armstrong
- «Born to Die» — Лана Дель Рей